# Otterburn (Yorkshire du Nord)
Pour les articles homonymes, voir Otterburn.
Otterburn est un village et une paroisse civile du Yorkshire du Nord, en Angleterre.